# Собор Святої Софії (Лос-Анджелес)
Собор Святої Софії (англ. Saint Sophia Cathedral, грец. Ἁγία Σοφία) — храм Константинопольської православної церкви, розташований в Лос-Анджелесі.
Побудований у 1952 році американським кіномагнатом та філантропом грецького походження Чарлзом Скурасом. На сьогоднішній день церква належить до історико-культурних пам'яток Лос-Анджелеса.
Прихожанами церкви у різні часи були Чарлз Скурас, голлівудські актори Теллі Савалас, Джордж Чакіріс та Шерон Лоуренс, американський бізнесмен грецького походження Ентоні Томопулос. До парафіян та піклувальників церкви також належить відомий американський актор Том Генкс.